# Надгробни споменик кнезу Аксентију Миладиновићу
Надгробни споменик кнезу Аксентију Миладиновићу у насељеном месту Чибутковица, на територији градске општине Лазаревац, подигнут је после његове смрти 1820. године. Споменик представља непокретно културно добро као споменик културе.
Споменик је подигнут на старом гробљу као високи челоглави споменик, а и масивна камена плоча, обележавају место на којем је сахрањен кнез и војвода Аксентије Миладиновић. Обликом и обрадом споменик представља типски надгробни белег београдске околине са краја 18. и почетка 19. века. Клесан је од тврђег пешчара зеленкасте боје који потиче из околних мајдана и својом монументалношћу представља доминанту на читавом простору. 
Вредност овог споменика утолико је већа што осим писаних података и усменог предања које се још увек чува у народу овог краја, других сведочанстава о овом истакнутом прваку колубарског краја данас више нема.